# Grand Prix Włoch 1937

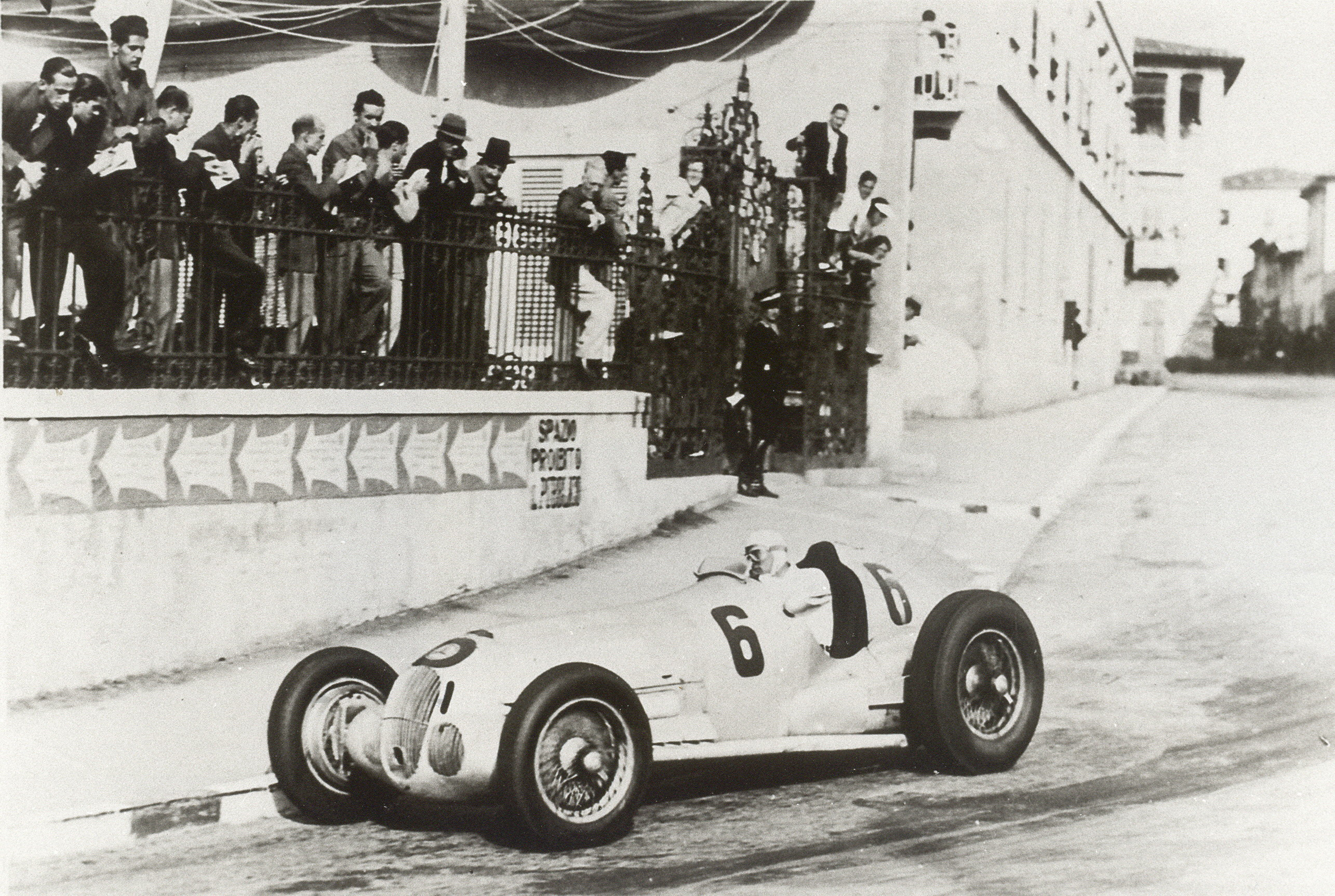
Hermann Lang podczas Grand Prix Włoch 1937

Grand Prix Włoch 1937 (oryg. XV Gran Premio d'Italia) – jeden z wyścigów Grand Prix rozegranych w 1937 roku oraz piąta eliminacja Mistrzostw Europy AIACR.

## Lista startowa
Na niebieskim tle kierowcy, którzy nie wzięli udziału w kwalifikacjach, lecz współdzielili samochód w czasie wyścigu
| Nr | Kierowca                | Zespół           | Samochód           | Silnik                |   |
| -- | ----------------------- | ---------------- | ------------------ | --------------------- | - |
| 2  | Rudolf Caracciola       | Daimler-Benz AG  | Mercedes-Benz W125 | Mercedes-Benz 5.7 S-8 | ? |
| 4  | Manfred von Brauchitsch | Daimler-Benz AG  | Mercedes-Benz W125 | Mercedes-Benz 5.7 S-8 | ? |
| 6  | Hermann Lang            | Daimler-Benz AG  | Mercedes-Benz W125 | Mercedes-Benz 5.7 S-8 | ? |
| 8  | Richard Seaman          | Daimler-Benz AG  | Mercedes-Benz W125 | Mercedes-Benz 5.7 S-8 | ? |
| 10 | Christian Kautz         | Daimler-Benz AG  | Mercedes-Benz W125 | Mercedes-Benz 5.7 S-8 | ? |
| 12 | Bernd Rosemeyer         | Auto Union AG    | Auto Union C       | Auto Union 6.0 V-16   | ? |
| 14 | Achille Varzi           | Auto Union AG    | Auto Union C       | Auto Union 6.0 V-16   | ? |
| 16 | Hans Stuck              | Auto Union AG    | Auto Union C       | Auto Union 6.0 V-16   | ? |
| 16 | Rudolf Hasse            | Auto Union AG    | Auto Union C       | Auto Union 6.0 V-16   | ? |
| 18 | Hermann Paul Müller     | Auto Union AG    | Auto Union C       | Auto Union 6.0 V-16   | ? |
| 20 | Vittorio Belmondo       | prywatny         | Alfa Romeo 8C-35   | Alfa Romeo 3.8 S-8    | ? |
| 22 | Tazio Nuvolari          | Scuderia Ferrari | Alfa Romeo 12C-36  | Alfa Romeo 4.1 V-12   | ? |
| 22 | Giuseppe Farina         | Scuderia Ferrari | Alfa Romeo 12C-36  | Alfa Romeo 4.1 V-12   | ? |
| 24 | Giuseppe Farina         | Scuderia Ferrari | Alfa Romeo 12C-36  | Alfa Romeo 4.1 V-12   | ? |
| 26 | Carlo Felice Trossi     | Scuderia Ferrari | Alfa Romeo 12C-36  | Alfa Romeo 4.1 V-12   | ? |
| 28 | Clemente Biondetti      | Scuderia Ferrari | Alfa Romeo 12C-36  | Alfa Romeo 4.1 V-12   | ? |
| 30 | Giovanbattista Guidotti | Alfa Corse       | Alfa Romeo 12C/37  | Alfa Romeo 4.5 V-12   | ? |
| Nr | Kierowca                | Zespół           | Samochód           | Silnik                |   |

## Wyniki

### Kwalifikacje
Źródło: teamdan.com
| Poz. | Nr | Kierowca                | Konstruktor   | Czas   | Poz. s. |
| ---- | -- | ----------------------- | ------------- | ------ | ------- |
| 1    | 2  | Rudolf Caracciola       | Mercedes-Benz | 3:11,0 | 1       |
| 2    | 14 | Achille Varzi           | Auto Union    | 3:13,6 | 2       |
| 3    | 12 | Bernd Rosemeyer         | Auto Union    | 3:14,2 | 3       |
| 4    | 6  | Hermann Lang            | Mercedes-Benz | 3:15,6 | 4       |
| 5    | 16 | Hans Stuck              | Auto Union    | 3:17,4 | 5       |
| 6    | 4  | Manfred von Brauchitsch | Mercedes-Benz | 3:18,6 | 6       |
| 7    | 22 | Tazio Nuvolari          | Alfa Romeo    | 3:20,8 | 7       |
| 8    | 8  | Richard Seaman          | Mercedes-Benz | 3:21,6 | 8       |
| 9    | 26 | Carlo Felice Trossi     | Alfa Romeo    | 3:22,2 | 9       |
| 10   | 18 | Hermann Paul Müller     | Auto Union    | 3:22,4 | 10      |
| 11   | 30 | Giovanbattista Guidotti | Alfa Romeo    | 3:24,2 | 11      |
| 12   | 22 | Giuseppe Farina         | Alfa Romeo    | 3:24,4 | 12      |
| 13   | 28 | Clemente Biondetti      | Alfa Romeo    | 3:24,6 | 13      |
| 14   | 10 | Christian Kautz         | Mercedes-Benz | 3:29,0 | 14      |
| 15   | 20 | Vittorio Belmondo       | Alfa Romeo    | 3:40,0 | 15      |
| Poz. | Nr | Kierowca                | Konstruktor   | Czas   | Poz. s. |

### Wyścig
Źródło: kolumbus.fi
| P                 | + / –     | Nr | Kierowca                       | Konstruktor   | Okr. | Czas / Strata      | Komentarz              |
| ----------------- | --------- | -- | ------------------------------ | ------------- | ---- | ------------------ | ---------------------- |
| 1                 | Bez zmian | 2  | Rudolf Caracciola              | Mercedes-Benz | 50   | 2h44:54,4          |                        |
| 2                 | 2         | 6  | Hermann Lang                   | Mercedes-Benz | 50   | +0:00,4            |                        |
| 3                 | Bez zmian | 12 | Bernd Rosemeyer                | Auto Union    | 50   | +2:25,4            |                        |
| 4                 | 4         | 8  | Richard Seaman                 | Mercedes-Benz | 49   | +1 okr             |                        |
| 5                 | 5         | 18 | Hermann Paul Müller            | Auto Union    | 49   | +1 okr             |                        |
| 6                 | 4         | 14 | Achille Varzi                  | Auto Union    | 49   | +1 okr             |                        |
| 7                 | Bez zmian | 22 | Tazio Nuvolari Giuseppe Farina | Alfa Romeo    | 49   | +1 okr             | Samochód współdzielony |
| 8                 | 1         | 26 | Carlo Felice Trossi            | Alfa Romeo    | 47   | +3 okr             |                        |
| 9                 | 4         | 16 | Hans Stuck Rudolf Hasse        | Auto Union    | 47   | +3 okr             | Samochód współdzielony |
| 10                | 5         | 20 | Vittorio Belmondo              | Alfa Romeo    | 45   | +5 okr             |                        |
| Niesklasyfikowani |           |    |                                |               |      |                    |                        |
|                   |           | 10 | Christian Kautz                | Mercedes-Benz | 43   |                    |                        |
|                   |           | 28 | Clemente Biondetti             | Alfa Romeo    | 38   |                    |                        |
|                   |           | 4  | Manfred von Brauchitsch        | Mercedes-Benz | 36   | Awaria mechaniczna |                        |
|                   |           | 30 | Giovanbattista Guidotti        | Alfa Romeo    | 24   | Awaria mechaniczna |                        |
|                   |           | 24 | Giuseppe Farina                | Alfa Romeo    | 13   | Awaria mechaniczna |                        |
| P                 | + / –     | Nr | Kierowca                       | Konstruktor   | Okr. | Czas / Strata      | Komentarz              |

### Najszybsze okrążenie
Źródło: teamdan.com
| Nr | Kierowca          | Konstruktor   | Czas   | Okr. |
| -- | ----------------- | ------------- | ------ | ---- |
| 2  | Rudolf Caracciola | Mercedes-Benz | 3:11,2 |      |

| Nr | Kierowca     | Konstruktor   | Czas   | Okr. |
| -- | ------------ | ------------- | ------ | ---- |
| 6  | Hermann Lang | Mercedes-Benz | 3:11,2 |      |